# Великий Двор (Вашкинский район)
Вели́кий Двор — деревня в Вашкинском районе Вологодской области.
Входит в состав Пиксимовского сельского поселения, с точки зрения административно-территориального деления — в Пиксимовский сельсовет.
Расстояние по автодороге до районного центра Липина Бора — 49 км, до центра муниципального образования деревни Пиксимово — 9 км.
По переписи 2002 года население — 26 человек (9 мужчин, 17 женщин). Всё население — русские.